# Macho Man 3
Macho Man 3 ist ein deutscher Action-Thriller und ein Kampfsport-Drama von Davide Grisolia aus dem Jahr 2024 und die Fortsetzung des fränkischen Kultfilms Macho Man 2 aus dem Jahr 2017. René Weller und Peter Althof verkörpern erneut ihre Kult-Rollen Dany Wagner und Andreas Arnold. Die Premiere des 191-minütigen Films fand am 18. Oktober 2024 im Nürnberger Multiplexkino Cinecitta' statt.

## Handlung
Der Film besteht aus zwei Handlungssträngen:
Der erste Handlungsstrang: Der kriminelle Don Furio und sein Clan haben einen Deal an Land gezogen: Sie sollen 100 originale Nürnberger Frauen entführen, die dann zur Prostitution gezwungen werden sollen. Die Belohnung: 20 Millionen Euro. Um diesen Deal unter Frauenhändlern zu feiern, wird eine Reihe von Vergewaltigungen an einer Frau ausgeübt. Dr. Stefano De Masi, einer von Don Furios Anhängern, muss diese Vergewaltigungen zwangsläufig betreuen und zeitlich leiten. De Masi empfindet tiefes Mitleid für die vergewaltigte Frau, vor allem nachdem sie ihn drum bittet, sie zu töten. Daraufhin wendet sich De Masi gegen Don Furio und hilft der Frau zu entkommen. Don Furios Party endet mit einem blutigen Rachefeldzug, bei dem etliche Anhänger von Don Furios Clan niedergeschossen werden. Die vergewaltigte Frau, Gigi und Tight (ein Duo des Clans) schließen sich De Masi an und bilden ein Quartett. Gemeinsam möchten sie den Deal durchziehen, die 20 Millionen Euro kassieren und ein neues Leben anfangen. Zusätzlich soll die Schwester der vergewaltigten Frau befreit werden, die aktuell als Zwangsprostituierte in Albanien festgehalten wird.
Der zweite Handlungsstrang: In einem Nürnberger Kino findet ein Raubüberfall statt, der kurzerhand von Andreas Arnold, Dany Wagner, Christoph Zitzmann und Arnolds Karateschülerin Ann-Josephine „AJ“ Fraser fauststark beendet wird. Kurz darauf fliegen Andreas und AJ zusammen mit dem Co-Trainer Bruce Ketta und der Teamassistenz Uschi Gold nach Hamburg in den legendären Boxclub „Zur Ritze“, wo AJ vier Wochen lang für ihren Kampf trainieren soll, der in New York stattfinden wird. Der anstehende Kampf ist eine Mischung der besonderen Sorte, die in der Macho-Man-Trilogie einen besonderen Kern darstellt: Es geht hier um Boxen gegen Karate. AJ und ihr Team trainieren fleißig, um gegen die begabte und gefeierte Boxerin Kate Rodriguez anzutreten. Das Training stellt sich als hart heraus und AJ kommt ins Schwanken. AJs Vergangenheit sorgt für zusätzliche, seelische Belastung. Andreas merkt, dass AJ innerlich schon aufgegeben hat. Andreas sieht AJ wie eine Tochter und versucht sie wiederaufzubauen. Ein harter Weg liegt bevor und der Kampf in New York rückt immer näher.

## Hintergrund
- Der Cast umfasst Peter Althof, René Weller, Wolfgang Fierek, Alexander Herrmann, Bembers, Bad Bones John Klinger,[4] Adiam Rim Tesfai, Stephanie Heide,[5] David O. Riedel,[6] Tina Schüssler, Thomas Pütz,[7] Adam Jaskolka, Absolute Andy Andreas Ullmann[8] und mehr.
- Insgesamt sollen über 1300 Mitwirkende vor und hinter der Kamera dazu beigetragen haben, den finalen Teil der Trilogie zu realisieren.[9]
- Die Dreharbeiten begannen im Juli 2020[10] und wurden im November 2022 beendet.[11][12] Die Nachdrehs und die Dreharbeiten zum Musikvideo des Films fanden 2023 statt.[13]
- Für die Realisierung des Films hatte Regisseur Grisolia 40.000 € Budget zur Verfügung.[14]
- Der Trailer des Films erschien am 14. September 2024.[15]

## Filmreihe
Die fränkische Filmreihe stellt eine Trilogie dar:
- 1985: Macho Man (Regie: Alexander Titus Benda)
- 2017: Macho Man 2 (Regie: Davide Grisolia)
- 2024: Macho Man 3 (Regie: Davide Grisolia)